# Mauritius
Mauritius (în engleză Mauritius [məˈrɪʃəs]; în franceză Maurice /mɔʁis/; în creolă de Mauritius: Moris), cunoscută oficial ca Republica Mauritius (în engleză Republic of Mauritius; în franceză République de Maurice), este o țară insulară din largul coastelor continentului african în sud-vestul Oceanului Indian, la aproximativ 900 km est de Madagascar. Mauritius face parte din insulele Mascarene împreună cu insula franceză Réunion situată la 200 km sud-vest.

## Istorie
Insula Mauritius a fost descoperită în 1507 de portughezul Pedro Mascarenhas. Pe atunci, ea era încă nelocuită, însă ulterior, în 1598, amiralul van Warwick a ocupat insula, care a devenit colonie olandeză și a rămas așa până în 1710, purtând numele principelui Mauriciu de Orania (în neerlandeză Maurits, latină Mauritius). Între anii 1715-1810, insula devine colonie franceză – „Île de France” și este folosită ca o importantă escală spre India și Ceylon. În 1810 este ocupată de Marea Britanie și devine, în urma Tratatului de la Paris (1814), posesiune engleză (fiind rebotezată Mauritius). După desființarea sclaviei în anul 1834, pe plantațiile de trestie de zahăr sunt aduși muncitori din India și China. În 12 martie 1968 Mauritius își declară independența de stat ca dominion în cadrul Commonwealth-ului, iar la data de 12 martie 1992 devine republică. Datorită stabilității politice, în ciuda structurării vieții interne pe comunități etnoconfesionale sau istorice, economia țării a înregistrat un continuu progres, fapt pentru care Mauritius este considerat „unicul nou stat industrializat” al continentului african. Președintele Cassam Uteem, ales în 1992 (reales mai apoi în 1997), promovează o politică de restructurare a economiei, vizând diversificarea ramurilor industriale active și stimularea turismului. Alegerile legislative,care au avut loc în 11 septembrie 2000, sunt câștigate de opoziție, alianța între Mișcarea Militantă Mauritană (MMM) și Mișcarea Socialistă Mauritană (MSM). Sir Anerood Jugnauth, membru al MMM, fost premier în perioada 1982-95, devine șef al guvernului, iar Paul Bérenger, președintele MSM, vicepremier, urmând ca peste trei ani să preia funcția de prim-ministru. Înțelegerea a fost respectată și Paul Bérenger devine primul premier neindian din istoria Mauritiusului. Guvernul continuă politica de dezvoltare a sectorului de înaltă tehnologie (high-tech) în economie.

## Diviziuni administrative

### Districte
Mauritius este împărțit în 9 districte:
- Districtul Black River
- Districtul Flacq
- Districtul Grand Port
- Districtul Moka
- Districtul Pamplemousses
- Districtul Plaines Wilhems
- Districtul Port Louis
- Districtul Rivière du Rempart
- Districtul Savanne

## Populație
Populația urbană constituie 41,3% din populația totală a țării, iar ariile urbane principale sunt (mii locuitori): Beau Bassin-Rose Hill (103,9), Vacoas-Phoenix (100,1), Curepipe (78,9), Quatre Bornes (75,9). Populația este concentrată în mare parte în zona central-nordică, îndeosebi ariile urbane Port-Louis (20% din populația Mauritiusului), Beau Bassin-Rose Hill și Vacoas-Phoenix.
Etnii în Mauritius
     indo-mauritieni (64%)
     creoli (27%)
     chinezi (3%)
     europeni ș.a. (6%)
Culte în Mauritius
     hinduism (51%)
     catolicism (27%)
     islamism (16%)
     protestantism (5,2%)
     budism ș.a. (0,8%)
| Sex                          | Femei    | Bărbați  |
| Natalitate                   | 15,8%    | 15,8%    |
| Mortalitate                  | 6,8%     | 6,8%     |
| Speranța de viață la naștere | 67,3 ani | 75,3 ani |

Evoluția populației la recensăminte (mii loc.):

## Natură
Insula Maurițius, de formă aproape triunghiulară (lungimea maximă 72 km, lățimea maximă 53 km), are un relief de origine vulcanică, dat de un podiș presărat cu numeroase vârfuri și cratere vulcanice stinse (altitudinea maximă 828 m, Mount Piton), care coboară treptat spre nord, dar cade brusc spre coastele sudică și vestică. Cu excepția părții de sud, insula este acoperită cu lavă pe mai mult de ⅔ din suprafață. Țărmurile, însoțite de recife de corali, însumează 217 km.

### Climă
Clima este tropicală, cu temperaturi medii anuale ce depășesc 23 °C la țărmul mării și 19 °C pe platoul înalt și cu precipitații abundente (până la 5000 mm/an în zona podișului central) în sezonul ploios, ce durează din noiembrie până în aprilie.

### Floră și faună
Pădurea tropicală acoperă aproape ⅓ din suprafața țării. Fauna este bogată în păsări dar săracă în mamifere.

## Economie
Mauritius este supranumit „Hong-Kong-ul francofon”. Poate de aceea că are o economie în continuă creștere, practic, de la obținerea independenței, într-un ritm anual de 5-6%, fapt ce i-a permis înscrierea între statele lumii cu dezvoltare medie. Succesul economic al Mauritiusului are la bază promovarea investițiilor străine în „zonele libere” (peste 550 întreprinderi mici, plasate pe întregul teritoriu, care realizează confecții, textile, produse de pielărie, iar mai recent și optice și ceasuri), expansiunea serviciilor financiare (peste 9000 de firme își au sediul sau filiale în Mauritius), „exprimată” în investiții bancare de cca. 1 mrd. dolari și promovarea turismului (cca. 1/10 din PIB). În agricultură (10% din PIB, 14% din populația activă), cultura trestiei de zahăr rămâne dominantă (cca. 90% din suprafața cultivată, 25% din exporturi). Există, de asemenea, plantații de palmier, de cocotieri în regiunile de coastă, de vanilie și de tutun de-a lungul văilor principale, ceai și cafea pe platouri. Industria producătoare „tradițională” include fabrici de zahăr (cca. 400 mii t/an), țigarete, bere, săpun, conserve din fructe și carne, principalele centre fiind capitala (Port-Louis), Grand-Port, Flacq ș.a. în capitală există și o rafinărie de petrol (pe bază de import) și una de îngrășăminte chimice. Un sector extrem de dinamic este cel al confecțiilor, ce contribuie cu 50% la exporturile Mauritiusului, iar unul de mare viitor este cel al software-ului (creat cu ajutorul specialiștilor din India). Balanța comercială este ușor deficitară, exporturile acoperind 92% din valoarea importurilor. Principalii parteneri ai Mauritiusului sunt Marea Britanie, Franța, Republica Africa de Sud, SUA. Turismul dispune de un potențial natural ridicat și de o infrastructură modernă, încasările anuale fiind în jur de 600 milioane de dolari.

## Educație
- ESSEC Business School

## Turism
702000 turiști străini (în special din Franța – 39%, insula Réunion – 16%, Republica Africa de Sud, Marea Britanie și Germania). Veniturile din turism alcătuiesc 695 milioane dolari. Principalele zone turistice sunt:
- capitala (Port-Louis):
  - Fort Adélaire (secolul al XIX-lea);
  - citadela (1883);
  - statuia vicontelui Mahé de la Bourdonnais (secolul al XVIII-lea);
  - pagode;
  - temple hinduse;
  - moschei și biserici;
  - împrejurimile:
    - stațiuni balneoclimaterice;
    - peisaje deosebite;
- orașele Curepipe și Mahébourg, de pe coasta sud-estică:
  - două stațiuni turistice:
    - balneoclimaterică;
    - climaterică;
- localitatea Pamplemousses, din nord (locul în care Bernardin de Saint Pierre a scris romanul Paul și Virginia);
- conuri vulcanice:
  - Mount Peter;
  - Both;
  - Morne Brabant ș.a.;
- cratere vulcanice;
- lacuri;
- văi cu cascade etc.

## Patrimoniu mondial UNESCO
Până în anul 2011 pe lista patrimoniului mondial UNESCO au fost incluse 2 obiective din această țară.

## „Istoria timbrului”
Insula Mauritius a devenit celebră datorită unui timbru poștal, la care visează fiecare filaterist din lume. Timbrul numit „Mauritius albastru” a fost emis în fosta colonie britanică, în 1827. Până astăzi s-au mai păstrat doar 12 exemplare estimate de colecționari ca fiind cele mai valoroase din lume. Faima sa se datorează greșelii gravorului: în timp ce grava plăcile, Joseph Barnard avea în fața ochilor sigla atârnată deasupra oficiului poștal. Astfel, în loc de cuvintele „Post paid” (franco) a aplicat pe timbru inscripția Post Office. Astăzi locuitorii insulei îi sunt recunoscători gravorului distrat. Datorită lui, timbrele cu efigia reginei britanice Victoria au făcut insula celebră.